# 布洛尔
布洛尔（法語：Boulaur，法語發音：[bulɔʁ]）是法国热尔省的一个市镇，属于欧什区。

## 地理
布洛尔（43°32'27"N, 0°46'26"E）面积9.03 平方千米，位于法国奧克西塔尼大區热尔省，该省份为法国西南部内陆省份，北起顺时针与洛特-加龙省、塔恩-加龙省、上加龙省、上比利牛斯省、大西洋比利牛斯省和朗德省接壤。
与布洛尔接壤的市镇（或旧市镇、城区）包括：贝代尚、卡斯泰尔诺巴尔巴朗、萨拉蒙、蒂朗蓬泰雅克。

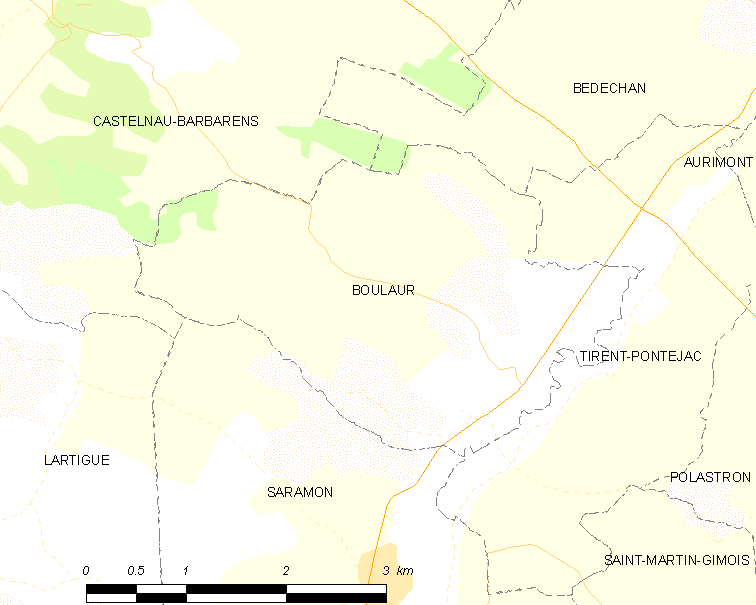
布洛尔的OSM定位图

布洛尔的时区为UTC+01:00、UTC+02:00（夏令时）。

## 行政
布洛尔的邮政编码为32450，INSEE市镇编码为32061。

## 政治
布洛尔所属的省级选区为阿斯塔拉克-日莫讷县。

## 人口

1962-2008年间布洛尔人口变化图示

布洛尔于2022年1月1日时的人口数量为179人。